# Japanischer Hase
Der Japanische Hase (Lepus brachyurus, japanisch (日本)野兎 (Nihon) Nousagi, deutsch ‚(Japanischer) Feldhase‘) ist eine Säugetierart aus der Gattung der Echten Hasen innerhalb der Hasenartigen. Er ist auf den japanischen Inseln endemisch.

## Merkmale
Der Japanische Hase ist eine relativ kleine Hasenart mit einem Körpergewicht von maximal 2,5 Kilogramm. In seiner Gestalt ähnelt er vor allem dem Schneehasen (L. timidus). Die Körperfärbung ist sehr variabel und reicht von einem hellen Rotbraun bis zu einem dunklen Braungrau mit variablen Anteilen von Weiß auf dem Kopf und an den Beinen. Die nördlichen Unterarten besitzen einen Saisondimorphismus und wechseln ihre Fellfarbe im Winter über mehrere Farbphasen zu einem weißen Fell.

## Verbreitung

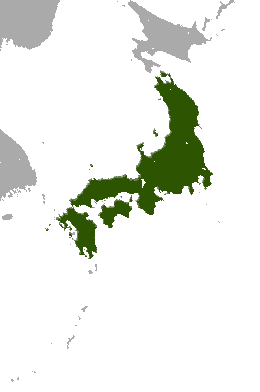
Verbreitungsgebiet des Japanischen Hasen

Das Verbreitungsgebiet des Japanischen Hasen ist auf die japanischen Inseln Honshū, Shikoku, Kyushu, Sado, die Oki-Inseln, Awaji-shima, Shōdoshima, die Gotō-Inseln und die Amakusa-Inseln beschränkt. Auf Hokkaidō kommt die Art nicht vor.
Als Lebensräume besiedelt der Japanische Hase verschiedene Habitate von Grasland bis zu offenen Waldgebieten und kommt sowohl im Flachland wie in subalpinen Regionen bis in Höhen von 2.700 Metern vor.

## Lebensweise
Der Japanische Hase ist nachtaktiv und ruht den gesamten Tag. Er ernährt sich im Sommer vor allem von Gräsern, die 48 % der Nahrung ausmachen, Kräutern sowie Feldfrüchten. Im Winter frisst er zudem Blätter und Rinden von jungen Bäumen, vor allem der Sicheltanne (Cryptomeria japonica), des Japanischen Ahorn (Acer japonicum), Paulownien, Acanthopanax, Aralia und verschiedener Leguminosen.
Die Paarungszeit reicht von Februar bis Juli und die Weibchen bringen von April bis August drei- bis fünfmal im Jahr Jungtiere zur Welt. Dabei besteht ein Wurf aus einem bis vier Jungtieren mit einem Gewicht von jeweils etwa 130 Gramm. Die Weibchen erreichen ihre Geschlechtsreife nach etwa 10 Monaten.

## Systematik
Der Japanische Hase wird als eigenständige Art den Echten Hasen (Gattung Lepus) zugeordnet. Je nach Quelle sind bis zu vier Unterarten beschrieben:
- Lepus brachyurus brachyurus im Südosten der Insel Honshū sowie auf Kyushu, Shikoku und weiteren Inseln
- Lepus brachyurus angustidens im Nordwesten der Insel Hoshu
- Lepus brachyurus lyoni auf Sado
- Lepus brachyurus okiensis auf den Oki-Inseln

## Gefährdung und Schutz
Der Japanische Hase ist in seinem gesamten Verbreitungsgebiet häufig, in den letzten Jahren nahm die Siedlungsdichte jedoch ab. Die Gesamtgröße des Bestandes ist unbekannt, verglichen mit der Dichte in den 1970er und 1980er Jahren ist diese jedoch zurückgegangen. Dabei wurde festgestellt, dass sie vor allem in jungen Waldbeständen mit Kräuterbewuchs größer ist als in älteren Waldbeständen. Vor allem auf Sado gehen die Bestände aufgrund der Jagd und des dort eingeführten Japanischen Marders (Martes melampus) zurück.
Die Art wird von der International Union for Conservation of Nature and Natural Resources (IUCN) aufgrund der Bestandsgröße als nicht gefährdet (least concern) eingestuft.

## Belege
1. 1 2 3 4 5 6  Joseph A. Chapman, John E. C. Flux (Hrsg.): Rabbits, Hares and Pikas. Status Survey and Conservation Action Plan. (Memento des Originals vom 14. Januar 2009 im Internet Archive)  Info: Der Archivlink wurde automatisch eingesetzt und noch nicht geprüft. Bitte prüfe Original- und Archivlink gemäß Anleitung und entferne dann diesen Hinweis. (PDF-Datei; 10,74 MB) International Union for Conservation of Nature and Natural Resources (IUCN), Gland 1990; S. 69-. ISBN 2-8317-0019-1.
2. 1 2 3 4  Lepus brachyurus in der Roten Liste gefährdeter Arten der IUCN 2011. Eingestellt von: F. Yamada, A. T. Smith, 2008. Abgerufen am 25. Januar 2012.